# Andrew Holness
Andrew Michael Holness (Spanish Town, 22 luglio 1972) è un politico giamaicano, Primo ministro della Giamaica dal marzo 2016.
Già membro del parlamento giamaicano, fu Primo Ministro per breve tempo dal 23 ottobre 2011 al 5 gennaio 2012, quale successore di Bruce Golding: decise però di andare alle urne nelle elezioni generali del 29 dicembre 2011 al fine di legittimare il proprio mandato da parte dell'elettorato giamaicano, ma vinse l'altra candidata Portia Simpson-Miller del Partito nazionale del popolo. A seguito della sconfitta, Holness è stato il capo dell'opposizione dal gennaio 2012 al marzo 2016, quando ancora una volta ha assunto la carica di Primo Ministro.
Holness è stato il politico più giovane a diventare primo ministro nella storia della Giamaica e il nono il primo ministro del paese nella sua storia. Egli è inoltre il primo premier ad essere nato successivamente all'indipendenza giamaicana nel 1962. Come ogni Primo Ministro della Giamaica, è stato inoltre insignito dell'Ordine della Nazione.

## Biografia
Dopo il diploma alla St. Catherine High School, si laurea presso l'Università delle Indie Occidentali, conseguendo un Master of Science in Development Studies e un Bachelor of Science in Management Studies. Nel 1997 sposa Juliet Landell, da cui ha successivamente due figli, Adam e Andrew Jr..

## Carriera politica
Nel 1997 viene eletto al Parlamento giamaicano nella circoscrizione del West Central Sant'Andrea. Dal 1999 al 2002 è il portavoce dell'opposizione per la terra e sviluppo. Nel 2002 è passato si occupa delle tematiche sull'abitazione e nel 2005 dell'istruzione. Nel settembre 2007 viene nominato Ministro dell'Educazione.
A seguito delle dimissioni di Bruce Golding, assume l'incarico di Primo Ministro dal 23 ottobre 2011 al 5 gennaio 2012, mantenendo l'incarico di Ministro dell'Educazione. Nel tentativo di legittimare il proprio mandato da parte dell'elettorato giamaicano, indice le elezioni del 29 dicembre 2011, ma senza successo e diventando quindi il leader dell'opposizione.
Il 25 febbraio 2016, il Partito Laburista Giamaicano, guidato da Andrew Holness, ha vinto le elezioni parlamentari con la conquista di 32 seggi rispetto ai 31 posti per gli antagonisti storici del partito Nazionale del Popolo. Nelle stesse elezioni parlamentari, anche la moglie Juliet è stata eletta in parlamento, ed è la prima volta che un primo ministro e la sua compagna saranno seduti insieme nel Parlamento della Giamaica.